# Sucha mucha
Sucha mucha – sztuczna przynęta do połowu ryb metodą muchową. Swą budową i rozmiarami imituje owada, który unosi się na powierzchni wody. Najczęściej spotykane są imitacje chruścików, jętek, ważek. Mucha ta może być wykonana na haczyku zadziorowym lub bezzadziorowym z materiałów naturalnych bądź sztucznych, takich jak: pióra, nici, włosie, polipropylen, pianka. W Polsce skuteczna zwłaszcza na pstrągi i lipienie, jednak z powodzeniem można poławiać nią takie ryby jak klenie, płocie, jelce, jazie i inne.